# Patrick Hünerfeld
Patrick Bernhard Hünerfeld (* 27. Juni 1969 in Freiburg im Breisgau) ist ein deutscher Arzt und Journalist, dessen Dokumentationsfilme mehrfach wissenschaftlich ausgezeichnet wurden.

## Leben
Nach dem Abitur am Werner-Heisenberg-Gymnasium Neuwied 1988 studierte Hünerfeld von 1991 bis 1999 Medizin an der Albert-Ludwigs-Universität Freiburg und wurde 2002 mit einer Arbeit über Prädiktoren der kombinierten Schlafentzug-, Schlafphasen-Vorverlagerungstherapie bei Major Depression an der Abteilung Psychiatrie und Psychotherapie der Universität Freiburg promoviert. Anschließend absolvierte er an der Johannes Gutenberg-Universität Mainz einen Aufbaustudiengang der Journalistik und wurde Reporter der SWR-Sendung Rheinland-Pfalz aktuell. 2001 wechselte er in die Wissenschaftsredaktion des SWR nach Baden-Baden. Print-, Hörfunk- und Fernsehbeiträge, unter anderem in Tagesschau, Tagesthemen, ARD-Mittagsmagazin und Nachtmagazin, W wie Wissen der ARD, diverse Beiträge auf arte und nano auf 3sat sowie Odysso und betrifft im SWR-Fernsehen.

## Publikationen
- Prädiktoren der kombinierten Schlafentzug-/Schlafphasen-Vorverlagerungstherapie bei Major Depression, Dissertation, Freiburg 2002[2]

## Filmografie und Auszeichnungen
Als Autor und Regisseur:
- 2008: „betrifft“: „Doping und die Freiburger Sportmedizin“, im SWR-Fernsehen, ausgezeichnet mit dem Peter-Hans-Hofschneider-Recherchepreis für Wissenschafts- und Medizinjournalismus[3]
- 2009: „betrifft“: „Schrittmacher fürs Gehirn“, im SWR-Fernsehen, ausgezeichnet mit dem DGPPN-Medienpreis für Wissenschaftsjournalismus der Deutschen Gesellschaft für Psychiatrie, Psychotherapie und Nervenheilkunde (DGPPN)
- 2011: „betrifft“: „Nie wieder Rückenschmerzen“, im SWR-Fernsehen, zusammen gemeinsam mit Inge Bachl
- 2012: „Der Zecken-Krieg – Wie gefährlich ist die Borreliose?“, im SWR-Fernsehen, ausgezeichnet mit dem Deutschen Journalistenpreis Neurologie der Deutschen Gesellschaft für Neurologie (DGN) und „Zecken-Borreliose – Unterschätzte Gefahr oder eingebildete Krankheit?“, auf arte TV[4][5]
- 2013: „Die Story im Ersten: Der Traum vom perfekten Kind“.[6]
- 2017: "Die Story im Ersten: Organspende - zwischen Tod und Hoffnung" im Ersten, ausgezeichnet mit dem Deutschen Journalistenpreis Neurologie der Deutschen Gesellschaft für Neurologie,[7] „betrifft: Das Intensiv-Team - Auf Leben und Tod“[8] und „betrifft: Das Intensiv-Team – Leben retten und sterben lassen“ im SWR Fernsehen.[9] nominiert für den Kommunikationspreis der Deutschen Gesellschaft für Palliativmedizin.[10]